# У-Цанг
У-Цанг (тиб. དབུས་གཙང་ /wýʔtsáŋ/; кит. трад. 衛藏, упр. 卫藏, палл. Вэйцзан) — одна из трёх исторических областей (чолка) Тибета, расположенная северо-западнее Кама и юго-западнее Амдо. Регион занимает центральную и западную части Тибета: бассейн реки Цангпо, области западнее горы Кайлас и большую часть плато Джангтанг на севере. Южной границей У-Цанга являются Гималаи. Состоит из южной области У со столичной Лхасой, срединной области Цанг и северной области Нгари, на протяжении долгого времени сохранявшей политическую самостоятельность. В настоящее время У-Цанг вместе с западным Камом занимает большую часть Тибетского автономного района КНР.